# Ubirajara Ribeiro Martins
Ubirajara Ribeiro Martins (São Paulo, 8 juli 1932) is een Braziliaans entomoloog.
Martins werd geboren in 1932 in São Paulo, Brazilië. Zijn studie aan de Universidade federal de Viçosa sloot hij in 1954 af met een bachelor in agronomie. Vervolgens ging hij werken bij het Zoölogisch Museum van de Universiteit van São Paulo waar hij in 1975 promoveerde en een collega was van Werner Bokermann, die een boomkikkersoort naar hem vernoemde (Bokermannohyla martinsi). Zelf beschreef hij vele nieuwe soorten kevers en was hierbij vaak co-auteur van taxa, samen met de Braziliaanse entomologe Maria Helena Mainieri Galileo.
- Bibliothèque nationale de France: cb160317808 (data)
- Gemeinsame Normdatei: 1056495960
- International Standard Name Identifier: 0000 0000 5958 1832
- Library of Congress Control Number: n2006051862
- Nationale Bibliotheek van Tsjechië: xx0276558
- Nederlandse Thesaurus van Auteursnamen: 227568648
- Système universitaire de documentation: 144083426
- Virtual International Authority File: 26492935
- WorldCat: E39PBJkTcqFykWMyqvTJGtjpyd